# Arquitetura Zen Ōbaku

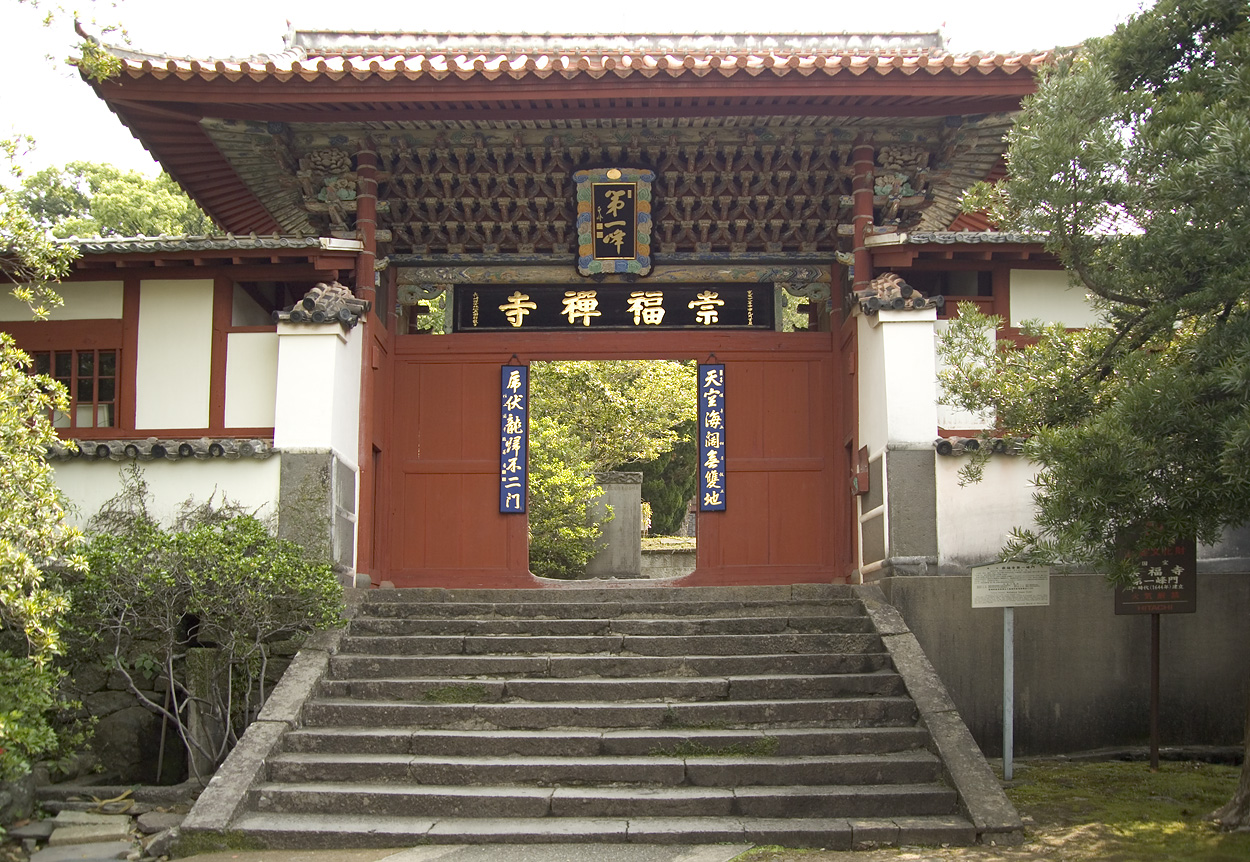
O daiippōmon de Sōfuku-ji

A arquitetura Zen Ōbaku surgiu no Japão em meados do século XVII, com o aparecimento da escola Ōbaku-shū. Vários séculos depois outras escolas Zen tiveram repercussão. Os seus templos são, portanto, produto de um estilo arquitectónico diferente dos antigos templos firmados na arquitetura das dinastias Ming e Qing.
O templo Mampuku-ji em Uji, perto de Kyoto, cujo edifício principal, daiyūhōdeén, foi construído em 1668, reflete o próprio estilo.
Sōfuku-ji é outro importante templo Ōbaku, edificado em 1629 em Nagasaki por imigrantes chineses. Na arquitetura Daiippōmon, um Tesouro Nacional do Japão, foi construído em 1644 por carpinteiros chineses, e reconstruído em 1694 com material importado da China, este é um dos melhores exemplos deste estilo. Numa pintura policromática tipicamente chinesa, possuí suportes tokyō tanto na parte da frente como na de trás, e suportes de três encaixes que apoiam os beirais.